# Staudenhaus

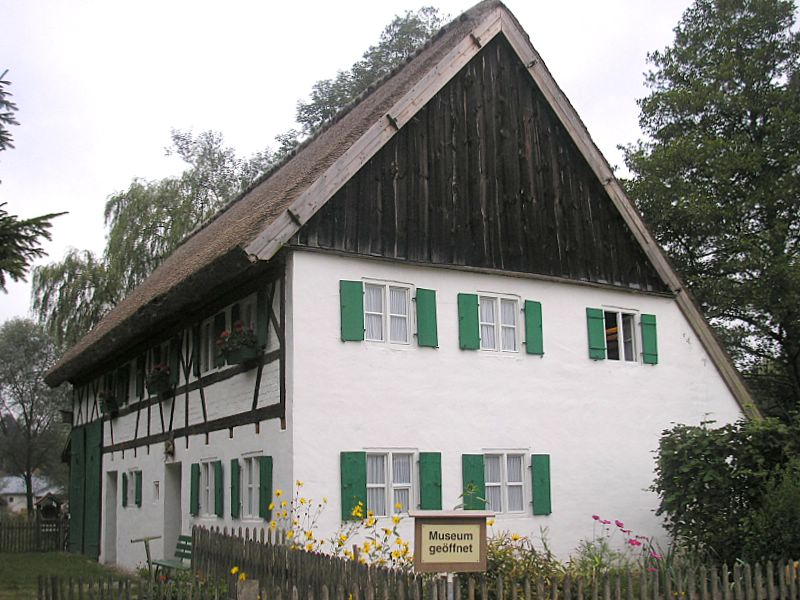
Der „Glaserschuster“ aus Döpshofen, heute Bauernmuseum Staudenhaus

Das Staudenhaus war ein kleinbäuerlicher Haustyp, der früher in den „Stauden“, einer mittelschwäbischen tertiären Hügellandschaft südwestlich der Großstadt Augsburg, weit verbreitet war. Das letzte strohgedeckte Staudenhaus wurde 1974/80 am Originalstandort abgebrochen und als Bauernhausmuseum neben dem Zisterzienserinnenkloster Oberschönenfeld und dem Museum Oberschönenfeld wieder aufgebaut.

## Der Haustyp
Bereits in den Denkmälerinventaren der ehemaligen Landkreise Schwabmünchen (1967) und Augsburg (1970) sind nur noch wenige Beispiele zu finden. Kurz nach der Inventarisation verschwanden die letzten erhaltenen Staudenhäuser aus den Dorfbildern oder wurden umgebaut. Auch dem „Glaserschuster“ in Döpshofen drohte der Abriss. Das Anwesen konnte aber als Museumsgebäude nach Oberschönenfeld übertragen werden. Das ehemalige Verbreitungsgebiet dieser Hausform greift etwas über die eigentlichen „Stauden“ hinaus, sie war etwa im Raum zwischen Thannhausen, Gessertshausen, Bobingen, Langerringen und Markt Wald anzutreffen.
Das Staudenhaus gilt als die Altform des vom alemannischen Ständerbau abgeleiteten Bauernhauses der Stauden und der angrenzenden Gebiete. Allerdings waren hier auch andere Hausformen verbreitet. Der Einfirsthof war die Regel, besonderes Kennzeichen ist die „Einhüftigkeit“ dieser Kleinbauernanwesen (Frackdach). Die Sonnenseite war also zweistöckig, auf der Wetterseite wurde die Dachtraufe bis zum Erdgeschoss heruntergezogen. Ursprünglich waren die Höfe reine Holzbauten, später setzte sich der Massivbau durch, oft mit Fachwerkelementen. Die alte Strohdeckung wurde im 19. und 20. Jahrhundert häufig durch ein Ziegeldach ersetzt. Die Wetter- und Giebelseiten wurden häufig verbrettert.
Die Anwesen waren als Mittertennenhäuser, bzw. Mitterstallbauten angelegt. Tenne und Stall waren also direkt an den Wohnteil angefügt, die Raumteile durch den Hausgang mit der Eingangstüre getrennt.

## Der „Glaserschuster“ aus Döpshofen

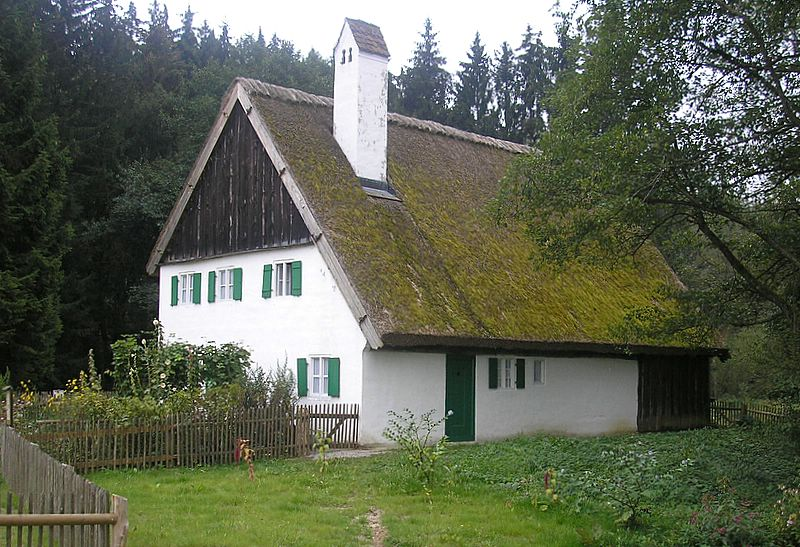
Die Wetterseite des letzten Strohdachhauses im Augsburger Umland

Der „Glaserschuster“ ist das letzte, in alter Form mit seinem Strohdach erhaltene Staudenhaus. Nach seiner Übertragung nach Oberschönenfeld dient es als Museum und kann auch von innen besichtigt werden.
Die Lehenssölde „beim Mesner“ erscheint im Kataster von 1808 als „hölzernes Wohnhaus mit Stadel und Stallung unter einem Strohdach“. Jedoch war das Erdgeschoss damals bereits massiv ausgemauert, auf der Südseite bestand das Obergeschoss aus einer konstruktiven Fachwerkkonstruktion, die im 19. Jahrhundert verputzt bzw. geschlämmt wurde.
Der Hausname „Glaserschuster“ wurde erst ab 1880 gebräuchlich, als die Erbin Anna Eisensteger einen Schuhmacher heiratete. Eigentlich gehörte das Wohnstallhaus zur Dorfschmiede, die archivalisch bereits ab 1542 am alten Standort in Döpshofen nachweisbar ist. Das Haus selbst wurde 1738 in Döpshofen errichtet und 1976 nach Oberschönenfeld übertragen.
Bei der Übertragung der Sölde nach Oberschönenfeld konnten nur das Bauwerk und die fest eingebauten Feuerstellen übernommen werden. Die heutige Einrichtung ist nicht original, orientiert sich aber an der überlieferten Ausstattung eines kleinbäuerlichen Anwesens des 19. und beginnenden 20. Jahrhunderts. Eine Besonderheit ist die schlichte Stuckdekoration der Stube im Erdgeschoss, die einen typischen Gussplattenofen (Hinterlader) der Mitte des 19. Jahrhunderts aufweist.

## Literatur

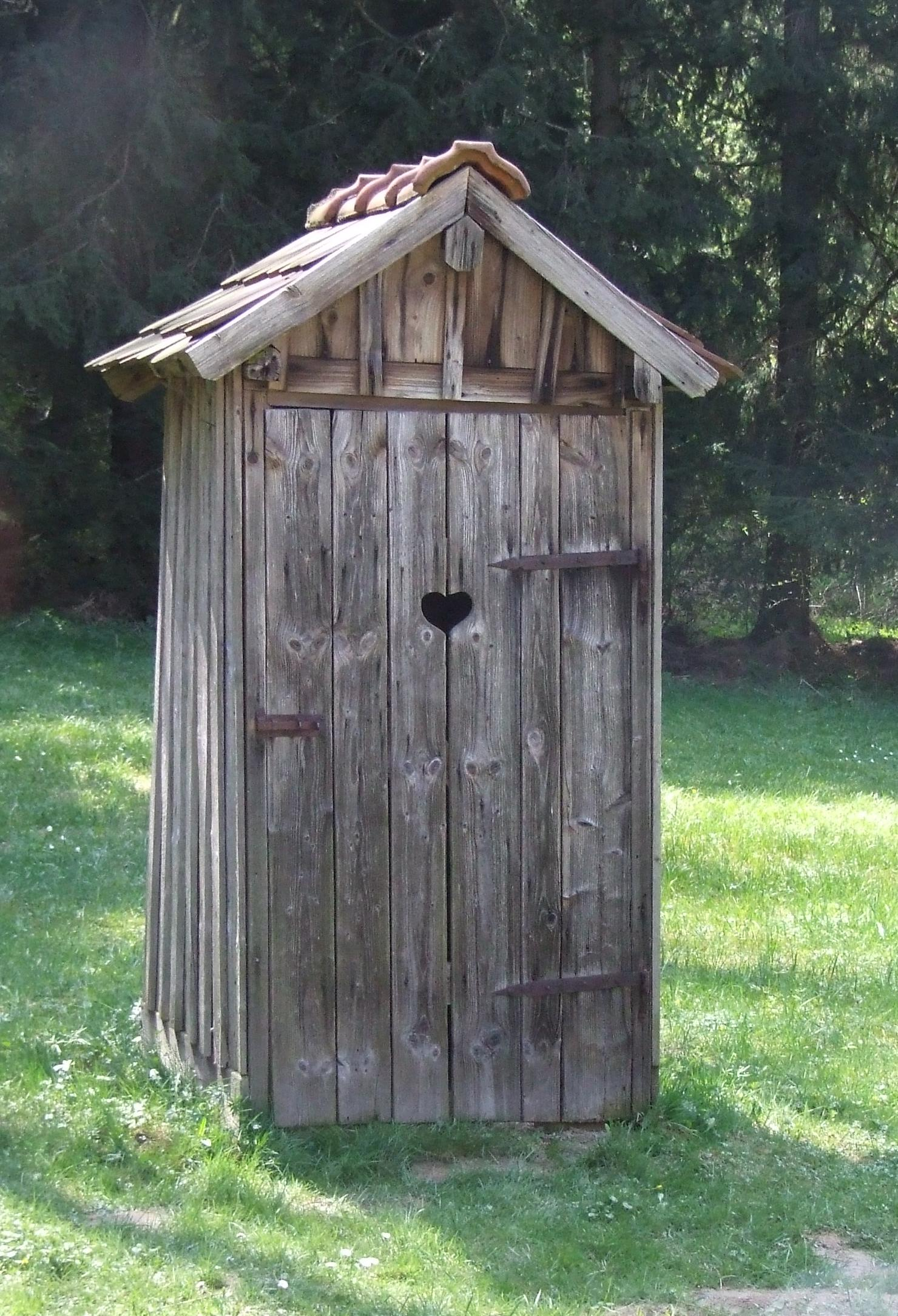
Plumpsklo vor dem Staudenhaus